# Igreja Nosso Senhor do Bonfim
A Igreja Nosso Senhor do Bonfim é um templo católico localizado na Sagrada Colina, na península de Itapagipe, em Salvador, Brasil. Sua construção teve início entre 1745 e 1746, finalizando suas obras internas em 1754 e externa em 1772 (com as torres). É lá que são distribuídas as famosas fitinhas do Bonfim, que são feitas desde o início do século XIX com a medida do comprimento do braço direito até o peito da imagem do Senhor do Bonfim. É tombado desde 1985 e seu tombamento inclui também todo o seu acervo.
Para o povo baiano, a Igreja do Bonfim é o maior centro da fé católica, e ainda daquelas que, pelo sincretismo, têm no local o ponto máximo da religião.
As imagens de Senhor do Bonfim e de Nossa Senhora da Guia vieram de Portugal para a Bahia, através do capitão da marinha portuguesa Theodozio Rodrigues de Faria, chegando no dia 18 de abril de 1745, num domingo de Páscoa e ficando abrigadas na Igreja da Penha, edificada na ponta da península itapagipana, até 1754.

## História
A imagem do Nosso Senhor do Bonfim foi trazida em razão de uma promessa feita pelo Capitão de mar e guerra da marinha portuguesa, Theodózio Rodrigues de Faria, que, durante forte tempestade prometeu que se sobrevivesse traria para o Brasil a imagem de sua devoção. Assim, em 18 de abril de 1745, réplica da representação do santo existente em Setúbal foi trazida daquela vila, terra natal do capitão, e abrigada na Igreja da Penha até o término da construção da Igreja do Senhor do Bonfim. Em 1754, a parte interna da Igreja do Senhor do Bonfim foi finalizada e as imagens transferidas para lá em procissão, onde foi celebrada missa solene.
A iluminação era feita através de lampiões até que em junho de 1862 foi implantada a iluminação pública, feita com lâmpadas de gás carbônico. As instalações elétricas realizadas em 1902 foram mantidas até 1998, quando a igreja foi restaurada.

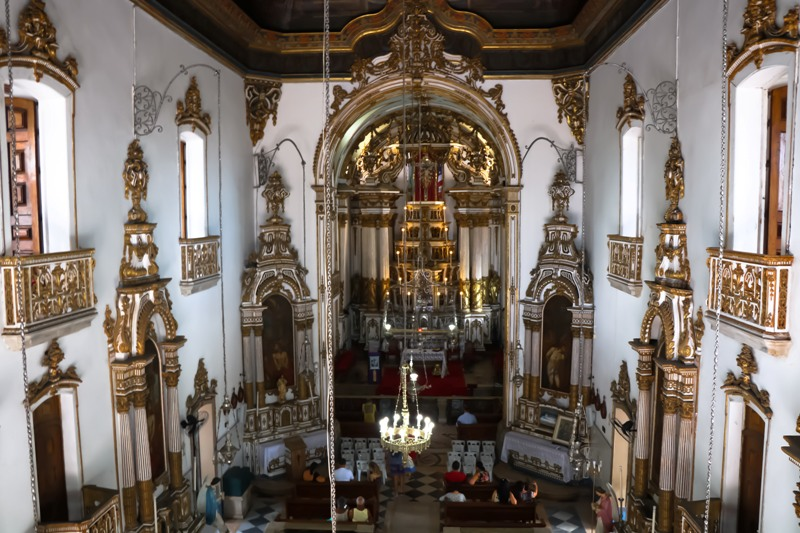
Interior do templo

A lavagem da igreja teve início em 1773, quando os integrantes da "irmandade dos devotos leigos" obrigaram os escravos a lavarem a igreja como parte dos preparativos para a festa do Senhor do Bonfim, no segundo domingo de janeiro, depois do Dia de Reis. Com o tempo, adeptos do candomblé passaram a identificar o Senhor do Bonfim com Oxalá. A Arquidiocese de Salvador, então, proibiu a lavagem na parte interna do templo e transferiu o ritual para as escadarias e o adro. Durante a tradicional lavagem as portas da igreja permanecem fechadas durante a lavagem — as baianas despejam água nos degraus e no adro, ao som de toques e cânticos africanos. A tradição das fitinhas do Senhor do Bonfim foram idealizadas por Manoel Antônio da Silva Servo em 1809. À época ele era o tesoureiro e implementou este costume com o objetivo de aumentar a arrecadação de dinheiro para a devoção ao Senhor do Bonfim.

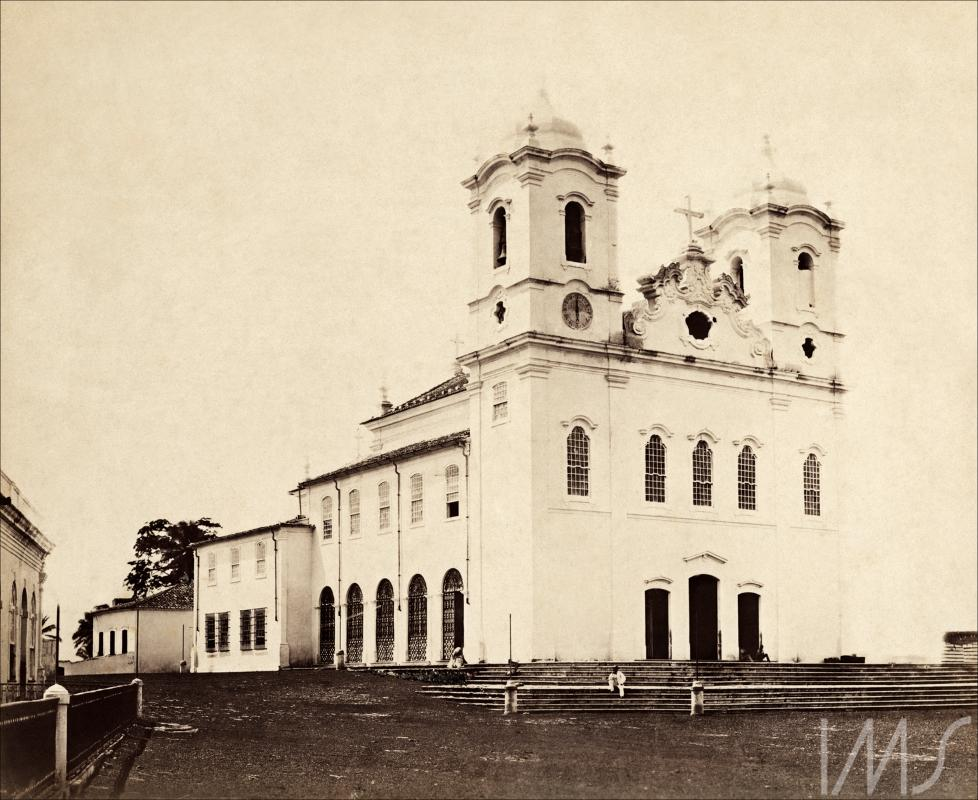
A igreja em1860

É uma das mais tradicionais igrejas católicas da cidade, dedicada ao Senhor do Bonfim, padroeiro dos baianos e símbolo do sincretismo religioso da Bahia.
Foi erguida a partir de 1745, ano em que chegaram as imagens do Senhor Jesus do Bonfim e de Nossa Senhora da Guia, trazidas de Portugal pelo capitão Theodózio Rodrigues de Faria, estando concluída em 1754/1772 como já mencionado anteriormente.
Em 1923, por razão das comemorações pela Independência da Bahia, foi composto o Hino ao Senhor do Bonfim, de autoria do poeta Arthur de Salles e de João Antônio Wanderley. Este hino tornou-se muito popular na Bahia até os dias atuais. Em 1927 foi elevada à Basílica pelo Papa Pio XI.
Em 2022, nas Comemorações do Bi-Centenário da Independência da Bahia, o tenor português João Mendonza, cantou o seu original Ave Maria, em direto para a TVE.

## Arquitetura

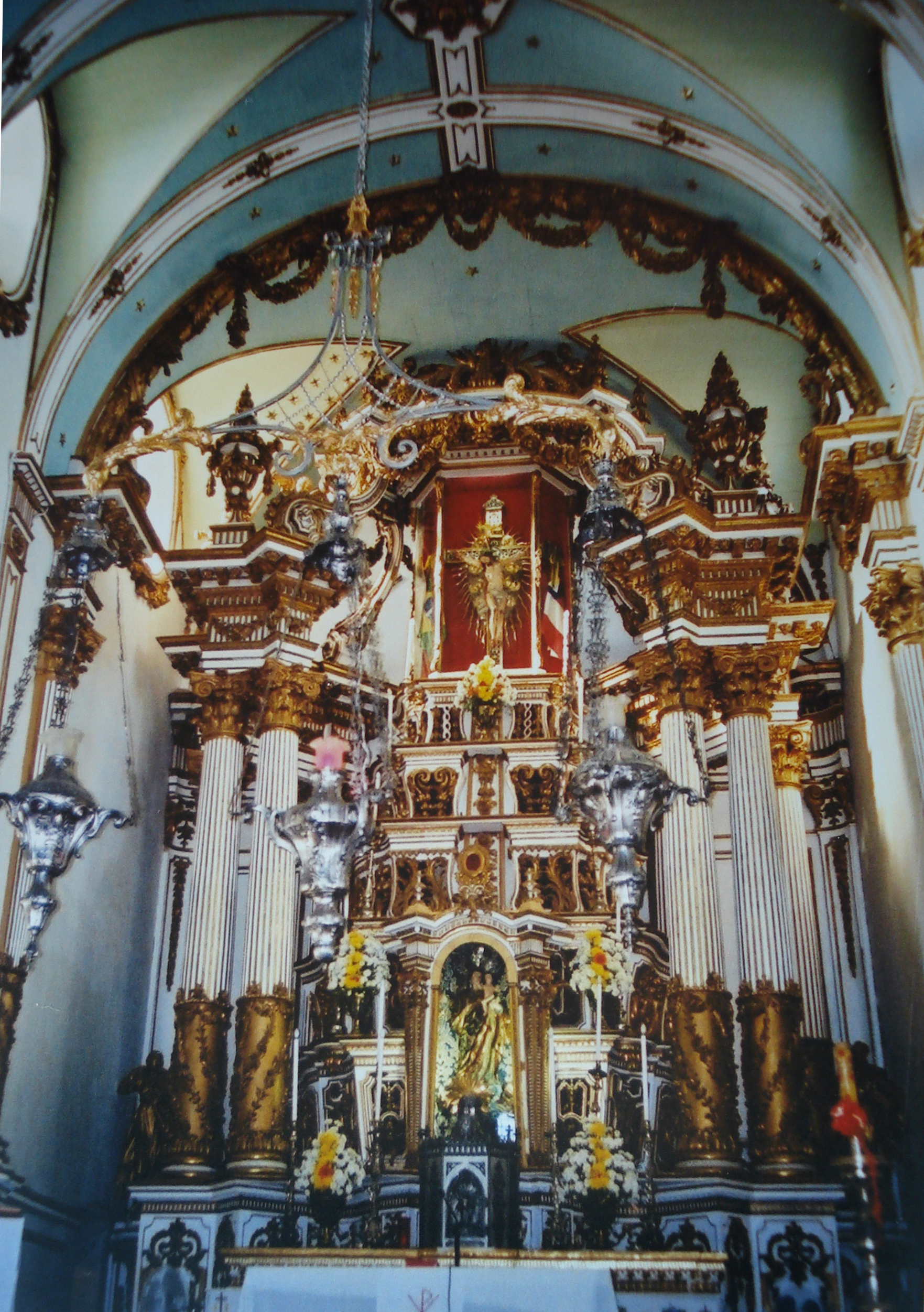
Altar-mor

Construída em estilo neoclássico com fachada em rococó, essa típica igreja colonial possui duas torres sineiras laterais. A Igreja do Bonfim de Salvador chama a atenção por suas dimensões e pela posição de destaque na elevação onde foi instalada. Construída em alvenaria de pedra e tijolo, tem em sua fachada duas
torres com bulbo e é revestida em azulejos portugueses do século XIX. Sua planta é similar às igrejas do século XVIII, com nave central, coro com tribunas à sua volta e capela-mor ao fundo com sacristia e sala de ex-votos ao lado. Sua nave possui pórticos em forma de arcos, uma transição do estilo do século XVII para o estilo com corredores laterais característicos no século XVIII. A decoração interior segue o estilo neoclássico, com uma pintura do teto da nave de Franco Velasco.
O entorno da igreja é uma praça com conjuntos de casas de romeiros rodeando-a, erguidas pela Irmandade no século XIX.

## Acervo

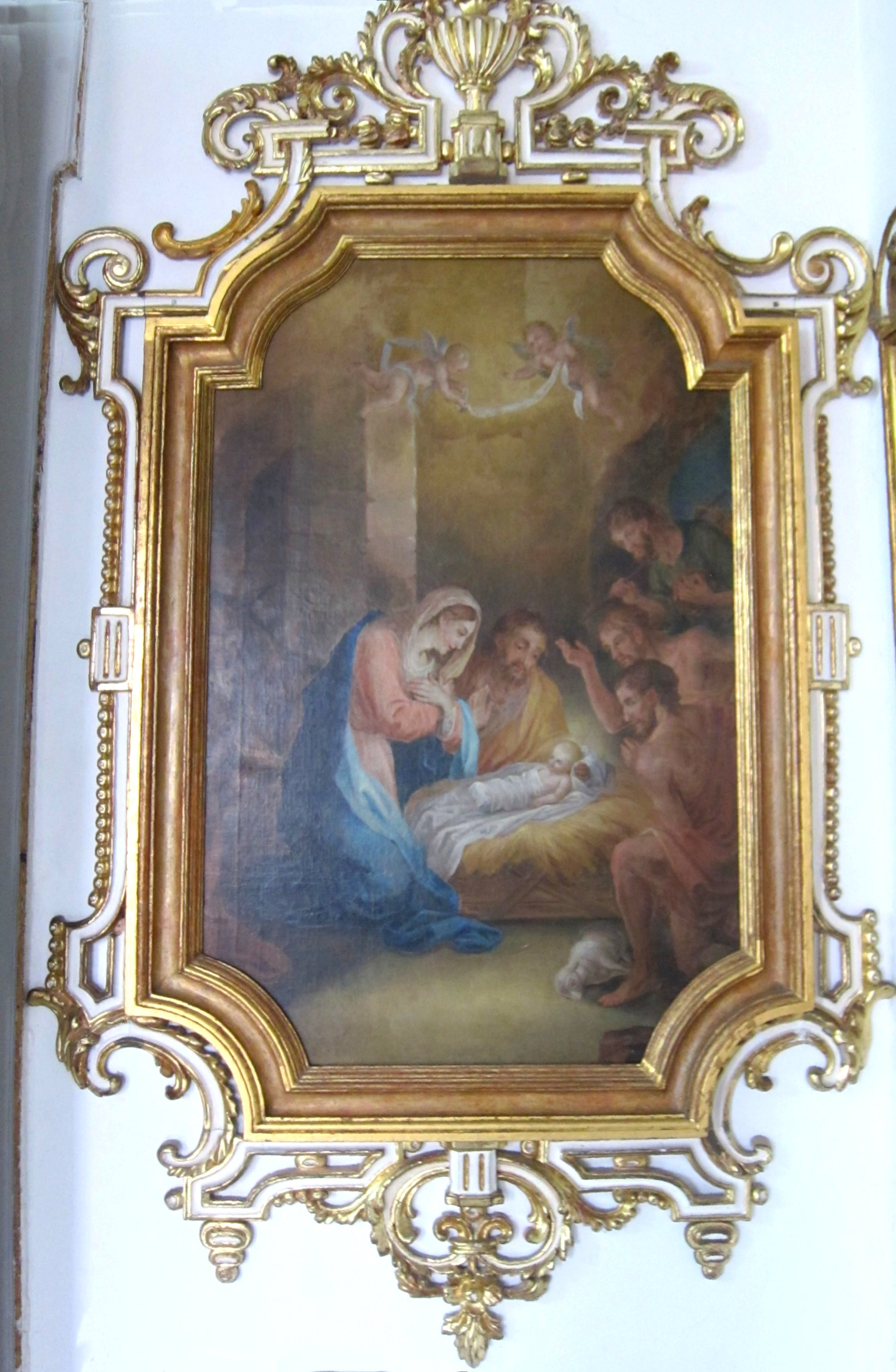
Pintura José Teófilo

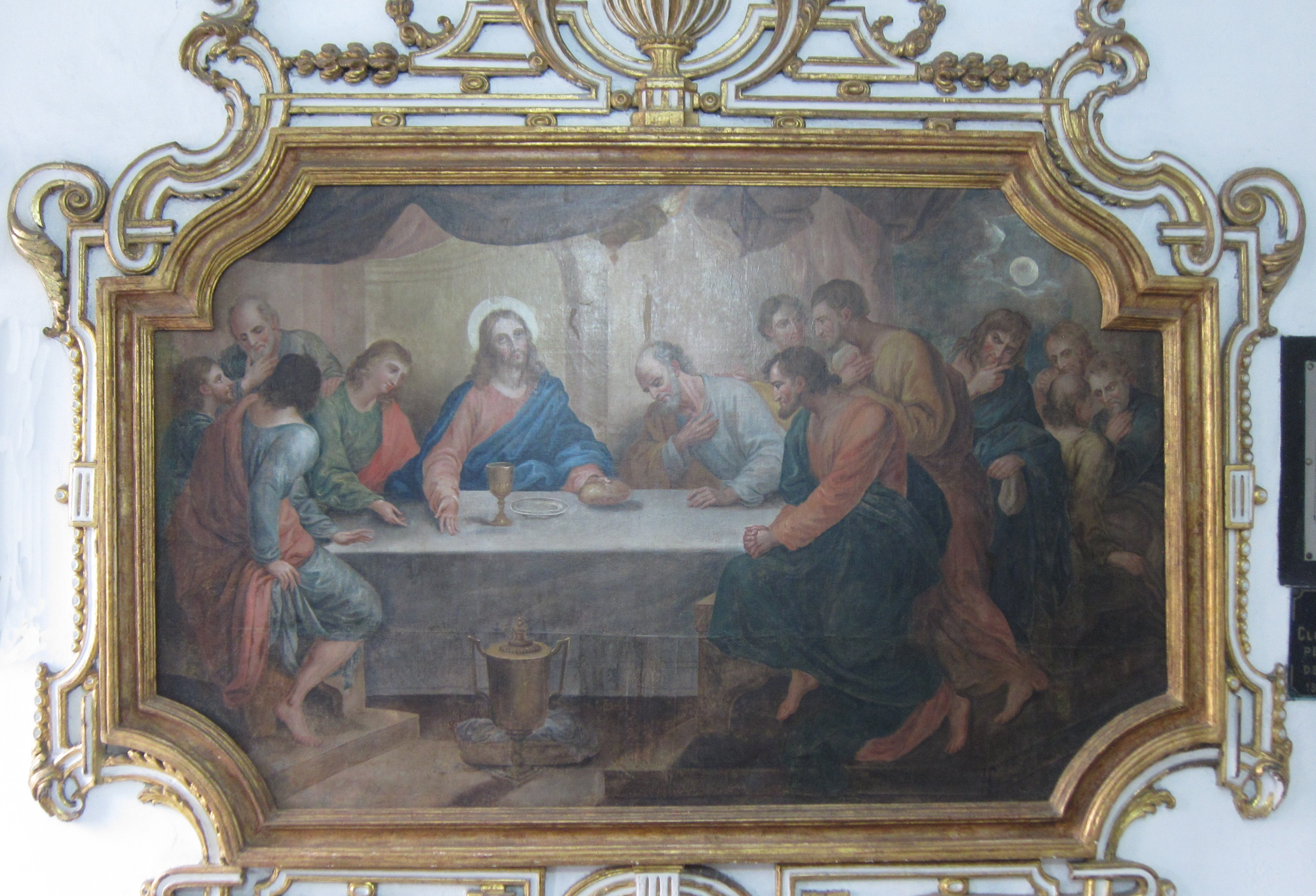
Pintura José Teófilo

Localizado no segundo pavimento da igreja, um museu preserva quadros de José Teófilo, um dos pintores baianos do final do século XVIII, vestimentas dos padres, móveis e uma grande diversidade de ex-votos. Entre os ex-votos estão desde alguns realizados em madeira esculpida até de prata e ouro, com o formato da parte
do corpo que foi curada pela promessa feita. Um dos mais curiosos entregue por devotos é uma moeda atingida por uma bala de revólver, que segundo relatos, salvou a vida da pessoa.
Também guarda o órgão importado da França, doado por Feliciana Maria de Britto Lopes Alves para a Igreja em 1854 . Ele é composto por flautas, metais e tubos e tem em torno de quatro metros de altura por dois metros de largura, além de possuir duzentos e noventa tubos. É um dos raros exemplares deste modelos na Bahia.

## Festa da Lavagem
Este costume teve início em 1773 com os escravos efetuando a lavagem para os preparativos da festa do Senhor do Bonfim. Todos os anos na segunda quinta-feira do mês de janeiro após o dia de Reis, realiza-se a Lavagem do Bonfim, na escadaria da igreja, onde baianas lavam com água de cheiro e muita festa os seus degraus, embalada por seus blocos de afoxé. Tudo começa com uma procissão desde a Igreja de Nossa Senhora da Conceição da Praia, padroeira da Bahia, até ao Bonfim. Uma grande massa humana acompanha a festa.